# Giancarlo Danova
Giancarlo Danova (Sesto San Giovanni, 18 novembre 1938 – Lodi, 15 giugno 2014) è stato un allenatore di calcio e calciatore italiano, di ruolo centravanti o ala.

## Caratteristiche tecniche
Molto veloce e potente, era detto "Pantera" per la rapidità con la quale si avventava nell'area avversaria.

## Carriera

### Calciatore
Cresciuto calcisticamente nelle giovanili del Milan, approda in prima squadra, dopo una stagione in prestito allo Spezia in IV Serie, nella stagione 1957-1958, mettendosi subito in luce con una doppietta all'esordio in massima serie in occasione della vittoria esterna sulla Sampdoria del 16 febbraio 1958. Nella stagione successiva è fra i protagonisti, con 16 reti all'attivo in 30 incontri disputati della vittoria dello scudetto coi rossoneri, mentre nell'annata 1959-1960 le reti realizzate scendono a 9, restando comunque il secondo marcatore della squadra dopo José Altafini.

Il gol di Danova che aprì le marcature nella vittoria per 3-1 del sulla il 27 settembre 1964

Nel 1960 passa al Torino, dove resta una sola stagione , non riuscendo ad andare a rete con la continuità delle stagioni precedenti (5 reti in campionato). Torna quindi al Milan, con cui si aggiudica un altro titolo nazionale, con 8 reti all'attivo in 17 incontri disputati, e poi nuovamente al Torino, dove disputa un'altra stagione non brillante sotto il profilo realizzativo (3 reti in 20 presenze).
Nell'estate 1963 viene ceduto al Catania, con cui disputa due buone stagioni in A chiuse dagli etnei a centroclassifica, e trovando nuovamente con regolarità la via della rete (19 reti in due campionati). Milita quindi per tre stagioni in massima serie con l'Atalanta, per poi trasferirsi nel 1968 alla Fiorentina, con cui vince, sia pur da riserva (2 presenze in campionato e nessuna rete), lo scudetto del 1968-1969, suo terzo personale.
Nel 1969 scende in Serie B per indossare la maglia del Mantova, che fallisce di poco la promozione, quindi chiude la carriera agonistica con l'Omegna in Serie D.
In carriera ha totalizzato complessivamente 262 presenze e 81 reti in Serie A e 17 presenze e 2 reti in Serie B.

### Allenatore
Cessata l'attività agonistica, ha intrapreso quella di allenatore, svolta prevalentemente in Serie C, guidando fra l'altro il Parma ed il Novara.

## Palmarès

### Giocatore
- Campionato italiano: 3

Milan: 1958-1959, 1961-1962
Fiorentina: 1968-1969